# Eindigepopulatiecorrectiefactor
Trekt men een steekproef uit een oneindige populatie, dan zal het praktisch gesproken geen verschil maken of de steekproef al dan niet met terugleggen wordt getrokken. Voor een eindige populatie ligt dat anders, vooral als de steekproefomvang niet klein is vergeleken met de populatiegrootte. De  eindigepopulatiecorrectiefactor, of correctiefactor voor eindige populatie is een factor, afhankelijk van de populatiegrootte {\displaystyle N} en de steekproefomvang {\displaystyle n}, die op sommige grootheden wordt toegepast om het effect van de eindigheid van de populatie te compenseren. Deze correctiefactor is:
{\displaystyle {\sqrt {\frac {N-n}{N-1}}}.}

## Dichotomie
Als de steekproef aselect getrokken wordt uit een dichotome populatie, is het aantal successen bij trekken met terugleggen binomiaal verdeeld, en bij trekken zonder terugleggen hypergeometrisch verdeeld. De standaardafwijkingen van deze verdelingen zijn respectievelijk:
{\displaystyle \sigma _{\rm {bin}}={\sqrt {np(1-p)}}}
{\displaystyle \sigma _{\rm {hyp}}={\sqrt {np(1-p)}}{\sqrt {\frac {N-n}{N-1}}},}
waarin {\displaystyle p} de fractie successen in de populatie is. Duidelijk is te zien dat de standaardafwijking bij trekken zonder terugleggen gelijk is aan de standaardafwijking bij trekken met terugleggen vermenigvuldigd met de correctiefactor.

## Aselecte steekproef
Ook in het geval dat de steekproef aselect getrokken wordt uit een willekeurige eindige populatie treedt de correctiefactor op.
Stel de populatie is {\displaystyle \{x_{1},\ldots ,x_{N}\}} en {\displaystyle X_{1},\ldots ,X_{n}} een aselecte steekproef daaruit. Elk van de steekproefelementen is homogeen verdeeld, en heeft als variantie:
{\displaystyle \sigma ^{2}={\rm {var}}(X_{k})={\frac {1}{N}}\sum x_{i}^{2}-{\overline {x}}^{2}}.
De variantie van het steekproefgemiddelde {\displaystyle {\overline {X}}} is bij trekken met terugleggen:
{\displaystyle {\rm {var}}({\overline {X}})={\frac {1}{n}}\sigma ^{2}}.
Bij trekken zonder terugleggen is:
{\displaystyle {\rm {var}}({\overline {X}})={\frac {1}{n}}\sigma ^{2}{\frac {N-n}{N-1}}},
De standaardafwijkingen zijn dus bij trekken met terugleggen:
{\displaystyle {\sigma _{\overline {X}}}={\frac {\sigma }{\sqrt {n}}}},
en bij trekken zonder terugleggen 
{\displaystyle {\sigma _{\overline {X}}}={\frac {1}{\sqrt {n}}}\sigma {\sqrt {\frac {N-n}{N-1}}}}.
waarin weer de eindigepopulatiecorrectiefactor als factor voorkomt.

## Voorbeeld
Een populatie bestaat uit 400 flessen water met daarin opgelost een bepaald hoeveelheid (in mmol) radioactieve stof. Men wil een schatting maken van de totale hoeveelheid radioactieve stof. Omdat het te tijdrovend en te kostbaar is om alle 400 flessen te onderzoeken, heeft men een aselecte steekproef van 30 flessen genomen en heeft men de hoeveelheid stof in die flessen bepaald. De gemiddelde hoeveelheid stof per fles in de flessen van de steekproef blijkt 500 mmol te zijn met een standaardafwijking van 45 mmol. 
Het benaderde 95%-betrouwbaarheidsinterval voor de gemiddelde hoeveelheid radioactieve stof per fles in de populatie van 400 flessen wordt gegeven door:
{\displaystyle \mu ={\overline {x}}\ \ \pm \ \ t_{29;0{,}975}{\frac {s}{\sqrt {n}}}{\sqrt {\frac {N-n}{N-1}}}=500\ \ \pm \ \ 2{,}045{\frac {45}{\sqrt {30}}}\cdot {\sqrt {\frac {400-30}{400-1}}}=500\ \ \pm \ \ 16,2{\text{ mmol}}}.
Daarin is {\displaystyle t_{29;0{,}975}} het 97,5-percentiel van de t(29)-verdeling.

## Proporties
De eindigepopulatiecorrectiefactor speelt ook een rol bij het bepalen van een betrouwbaarheidsinterval voor de fractie successen {\displaystyle p} in een eindige dichotome populatie van omvang {\displaystyle N}. Als bij {\displaystyle n} trekkingen zonder terugleggen {\displaystyle X} het aantal successen is, dan is met {\displaystyle {\hat {p}}=X/n} een benaderend {\displaystyle (1-\alpha )}-betrouwbaarheidsinterval voor {\displaystyle p}:
{\displaystyle p={\hat {p}}\ \pm \ z_{1-\alpha /2}{\sqrt {\frac {{\hat {p}}(1-{\hat {p}})}{n}}}{\sqrt {\frac {N-n}{N-1}}}}.
Daarin is {\displaystyle \Phi (z_{1-\alpha /2})=1-\alpha /2}, met {\displaystyle \Phi } de verdelingsfunctie van de standaardnormale verdeling.

### Voorbeeld
Een klant heeft 200 voorwerpen besteld bij een fabrikant. Om een idee te krijgen van de kwaliteit van de geleverde producten neemt de klant een steekproef van 20 stuks en onderzoekt of elk product al dan niet defect is. 30% van de voorwerpen in de steekproef blijkt defect te zijn. De klant berekent het benaderde 95%-betrouwbaarheidsinterval van de fractie defecten {\displaystyle p} in de populatie:
{\displaystyle p=0,30\ \pm \ 1{,}96{\sqrt {\frac {0{,}30\times 0{,}70}{20}}}{\sqrt {\frac {200-20}{200-1}}}=0{,}30\ \pm \ 0{,}19.}
Zonder eindigepopulatiecorrectie zou dit {\displaystyle 0{,}30\pm 0{,}20} zijn. Dat illustreert het feit dat de eindigepopulatiecorrectie van een steekproef van 10% van de populatiegrootte in de buurt van 1 ligt en vaak verwaarloosd kan worden. Voor niet te kleine populatiegrootte en steekproefomvang 10% daarvan, is immers:
{\displaystyle {\sqrt {\frac {N-n}{N-1}}}\approx {\sqrt {1-{\frac {n}{N}}}}={\sqrt {0{,}90}}\approx 0{,}95.}
Naarmate de steekproefgrootte toeneemt bij gelijkblijvende populatiegrootte, neemt de eindigepopulatiecorrectiefactor steeds meer af. Dat ligt ook voor de hand: de afnemende breedte van het betrouwbaarheidsinterval, dat ook als onzekerheidsinterval kan worden opgevat, reflecteert de toenemende hoeveelheid informatie in de steekproef.